# Lecaniodrosicha lithocarpi
Lecaniodrosicha lithocarpi är en insektsart som beskrevs av Takahashi 1930. Lecaniodrosicha lithocarpi ingår i släktet Lecaniodrosicha och familjen pärlsköldlöss.
Artens utbredningsområde är Taiwan. Inga underarter finns listade i Catalogue of Life.